# USS General Greene
Zwei Schiffe der US-amerikanischen Kriegsmarine hießen USS General Greene nach Nathanael Greene,  einem General des Unabhängigkeitskriegs. 
- Die erste General Greene war ein Zollkutter mit 10 Kanonen, der 1797 gebaut, zeitweilig von der US Navy verwendet und 1799 wieder ausgemustert wurde.
- Die zweite General Greene war eine Fregatte mit 30 Kanonen, die 1799 vom Stapel lief, im amerikanisch-französischen Quasi-Krieg zum Einsatz kam, 1800 ausgemustert und 1815 verbrannt wurde.